# Manuel Chorens
Manuel Chorens (La Coruña, 22 gennaio 1916 – ...) è stato un calciatore cubano, di ruolo difensore.

## Carriera

### Club
Nato nel 1916 in Spagna, a La Coruna, Chorens ha giocato con il Centro Gallego nel Campeonato Nacional de Fútbol de Cuba, la massima serie del calcio cubano.

### Nazionale
Prese parte al Mondiale del 1938 con la nazionale cubana, vestendo la fascia di capitano, in quella che si sarebbe rivelata l'unica partecipazione di Cuba alla massima competizione per nazionali di calcio.
Tutte le squadre della regione nordamericana, tranne quella cubana, si erano ritirate nelle qualificazioni. Il difensore ha preso parte ad entrambe le partite degli ottavi di finale contro la nazionale rumena (3-3, 2-1 nel replay) e nella sconfitta per 0-8, nei quarti di finale, contro la nazionale svedese.